# USS Midway (CV-41)
USS Midway är ett amerikanskt hangarfartyg i Midway-klass, som var i aktiv tjänst i USA:s flotta från 1945 till 1992, och kvarstod i reserv till 1997. 
Fartyget är sedan 2004 ett museifartyg i San Diego.

## Historik
USS Midway var det första i sin fartygsklass och byggdes vid Newport News Shipbuilding, med början 27 oktober 1943. Fartyget är namngivet efter Midwayöarna, där ett sjöslag utkämpades i juni 1942 som resulterade i en avgörande amerikansk seger i Stillahavskriget som förhindrade japanskt avancemang mot USA:s västkust.
Fartyget togs i tjänst 8 dagar efter den japanska kapitulationen som avslutade andra världskriget. Hon kom under sina 47 år i aktiv tjänstgöring att delta i Koreakriget, Vietnamkriget samt i Gulfkriget. Beteckningen CVA-41 ändrades till CV-41 30 juni 1975.
Från 1973 och fram till 1992 var USS Midway tilldelad USA:s sjunde flotta och var utlandsbaserad vid den amerikanska örlogshamnen i Yokosuka utanför Tokyo i Japan, som då var dess hemmahamn. USS Ranger (CV-61) ersatte Midway i den rollen efter att hon lämnade Yokosuka 1992. 
Fartyget togs ur tjänst 11 april 1992, men kvarstod i reserv fram till 1997, då hon slutligen avrustades. Sedan 2004 är USS Midway ett museifartyg i San Diego. USS Midway är unik så till vida att hon är det enda till eftervärlden bevarade amerikanska hangarfartyget som inte tillhör Essex-klassen.

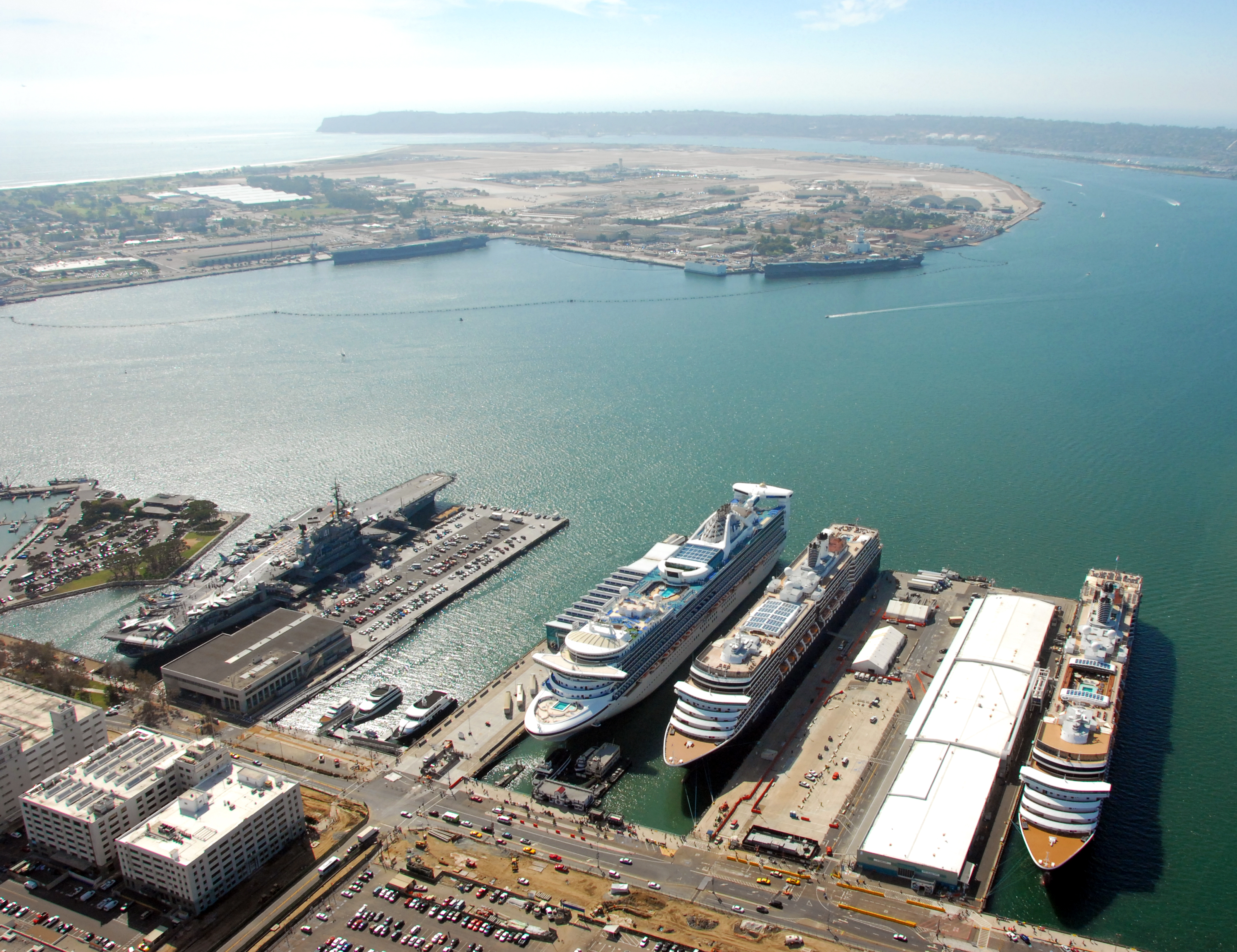
USS Midway som museifartyg i San Diego, jämsides med besökande kryssningsfartyg och mittemot Naval Air Station North Island med hangarfartyg i aktiv tjänst på andra sidan bukten. Bild tagen 4 oktober 2012.

## Bilder

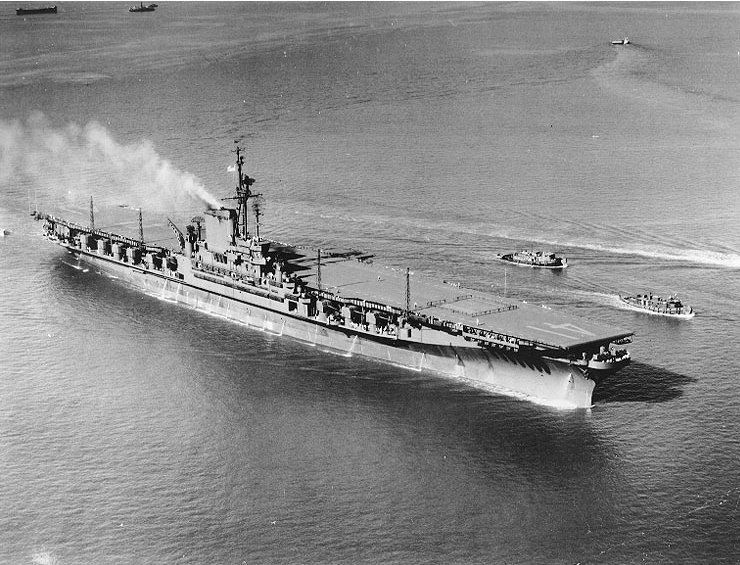
USS Midway (CVB-41), direkt efter att fartyget togs i tjänst 1945.
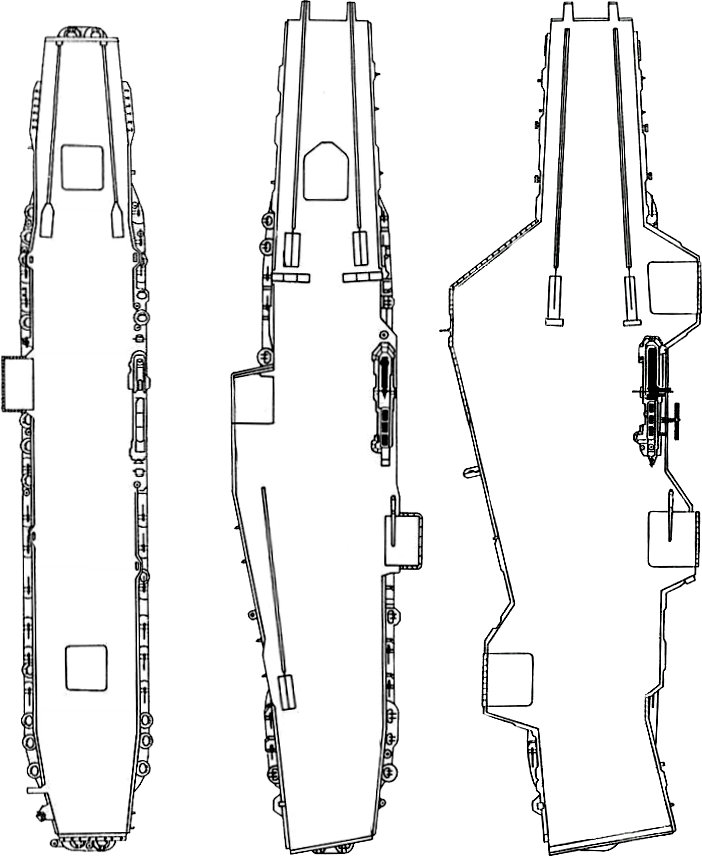
Planritning år 1945, 1957 respektive 1970.